# Radioprotecție
Radioprotecția reprezintă totalitatea metodelor și mijloacelor de reducere a efectelor nocive ale radiațiilor.